# Czochatauri (gmina)
Gmina Czochatauri (gruz. ჩოხატაურის მუნიციპალიტეტი) – jednostka administracyjna regionu gurijskiego w Gruzji. Siedzibą gminy jest osiedle typu miejskiego Czochatauri. 

## Położenie
Gmina położona jest we wschodniej części Gurii. 

## Ludność
Na podstawie danych statystycznych z 2024 roku gminę Czochatauri zamieszkuje 17 000 osób. 